# The Soundhouse Tapes
The Soundhouse Tapes — дебютний мініальбом британського гурту Iron Maiden. The Soundhouse Tapes містить найперші записи Iron Maiden. Диск було випущено 9 листопада 1979 і він містив три пісні, узяті з демо Spaceward. Пісні записала група на новорічному вечері 1978/79. Три трекі — «Prowler», «Invasion» і «Iron Maiden» — з'являються в грубшій формі, ніж на першому альбомі. Четверта пісня від демо — «Strange World» — також з'явився на альбомі Iron Maiden. Пісня не увійшла в The Soundhouse Tapes тому що, група не була щаслива із записуючою якістю. Демо версія інструментальної пісні «Transylvania», мабуть з тих же сесій записів (або як мінімум з цієї ери), також плаває на інтернеті протягом якогось часу.
Мініальбом став успішним, продавши всі 5000 копій його початкового пресингу замовленням товарів поштою за менш ніж тиждень.
Назва The Soundhouse Tapes була узята з клубу Soundhouse. Це була дискотека важкого металу, котру управляв перш за все Ніл Кей. Iron Maiden грала регулярно в Soundhouse і це сприяло отриманню ширшої віддомості групи.
Це єдиний запис Iron Maiden, на якому виступають тільки чотири виконавця (Дейв Меррей, як єдиний гітарист).
Шведський дез-метал гурт Opeth випустив в 2007 живий альбом The Roundhouse Tapes в пошану до цього заголовка.

## Композиції
Автор музики і слів Стів Гарріс. 
| Side one | Side one      | Side one   |
| #        | Назва         | Тривалість |
| -------- | ------------- | ---------- |
| 1.       | «Iron Maiden» | 4:01       |

| Side two | Side two   | Side two   |
| #        | Назва      | Тривалість |
| -------- | ---------- | ---------- |
| 2.       | «Invasion» | 3:07       |
| 3.       | «Prowler»  | 4:20       |
| 11:28    |            |            |

## Персонал
- Пол Ді Анно — вокал
- Дейв Меррей — гітара
- Стів Гарріс — бас-гітара
- Даґ Семпсон — ударні